# Лука Вальдшмідт
Лука Вальдшмідт (нім. Luca Waldschmidt, нар. 19 травня 1996, Зіген) — німецький футболіст, центральний нападник «Вольфсбурга» та національної збірної Німеччини. На умовах оренди грає за «Кельн».

## Клубна кар'єра
Народився 19 травня 1996 року в місті Зіген. Вихованець «Айнтрахта», в академії якого перебував з 14 років. 25 квітня 2014 року підписав з командою свій перший професійний контракт до 30 червня 2017 року, після чого став виступати за резервну команду.
25 квітня 2015 року дебютував за основну команду в Бундеслізі, в поєдинку 30 туру проти дортмундської «Боруссії», вийшовши на заміну на 73-ій хвилині замість Сонні Кіттеля. До кінця сезону ще двічі виходив під кінець зустрічей. У сезоні 2015/16 з'являвся на полі значно частіше. В цілому в Бундеслізі провів 15 матчів, результативними діями не відзначався.
Перед початком сезону 2016/17 перейшов у «Гамбург», підписавши з клубом контракт на 4 роки. У новій команді провів наступні два роки своєї кар'єри гравця, втім після другог з них клуб зайняв передостаннє місце і покинув Бундеслігу. Після цього 1 липня 2018 року Вальдшмідт перейшов до «Фрайбурга». За два сезони відіграв за фрайбурзький клуб 53 матчі в національному чемпіонаті, у яких забив 16 голів.
Сезон 2020/21 років провів у португальській «Бенфіці», до якої перейшов за 15 мільйонів євро і з якою уклав п'ятирічний контракт. Проте вже у серпні 2021 року повернувся на батьківщину, де приєднався до «Вольфсбурга», який сплатив за трансфер нападника 12 мільйонів євро.

## Виступи за збірні
2011 року дебютував у складі юнацької збірної Німеччини, взяв участь у 15 іграх на юнацькому рівні, відзначившись 7 забитими голами. З командою до 19 років був учасником юнацького чемпіонату Європи 2015 року в Греції, де німці не вийшли з групи.
З 2015 року залучався до матчів молодіжної збірної Німеччини, у її складі поїхав на молодіжний чемпіонат Європи 2019 року в Італії. У першому матчі в групі проти Данії він відзначився голом на 65-й хвилинах і його команда перемогла 3:1. У другому матчі в групі проти Сербії він зумів оформити хет-трик і приніс перемогу Німеччини 6:1. У третій грі проти Австрії Вальдшмідт знову відзначився голом, завдяки якому команда зіграла внічию 1:1 та зуміла вийти у плей-оф з першого місця, а Лука став найкращим бомбардиром турніру.
Восени 2019 року дебютував в офіційних іграх у складі національної збірної Німеччини.
| Дата       | Місто         | Господарі | Результат | Гості     | Турнір                               | Голи | Примітки |
| ---------- | ------------- | --------- | --------- | --------- | ------------------------------------ | ---- | -------- |
| 9-10-2019  | Дортмунд      | Німеччина | 2 – 2     | Аргентина | товариський матч                     | -    |          |
| 13-10-2019 | Таллінн       | Естонія   | 0 – 3     | Німеччина | Відбір до ЧЄ 2020                    | -    | 66'      |
| 16-11-2019 | Менхенгладбах | Німеччина | 4 – 0     | Білорусь  | Відбір до ЧЄ 2020                    | -    |          |
| 7-10-2020  | Кельн         | Німеччина | 3 – 3     | Туреччина | товариський матч                     | 1    |          |
| 11-11-2020 | Берлін        | Німеччина | 1 – 0     | Чехія     | товариський матч                     | 1    |          |
| 14-11-2020 | Лейпциг       | Німеччина | 3 – 1     | Україна   | Ліга націй УЄФА 2020-2021 - 1-й етап | -    | 86'      |
| 17-11-2020 | Севілья       | Іспанія   | 6 – 0     | Німеччина | Ліга націй УЄФА 2020-2021 - 1-й етап | -    | 61'      |
| Усього     |               | Матчів    | 7         |           | Голів                                | 2    |          |